# سفارة التشيك في السويد
سفارة التشيك في السويد هي أرفع تمثيل دبلوماسي لدولة التشيك لدى السويد. تقع السفارة في ستوكهولم وهي تهدف لتعزيز المصالح التشيكية في السويد.

## وصلات خارجية
- قائمة سفارات التشيك
- قائمة السفارات في السويد